# Perth Airport (Schottland)

i7
i11
i13
Der Perth Airport (schottisch-gälisch Port-adhair Pheairt, IATA-Code: PSL, ICAO-Code: EGPT) ist ein allgemeiner Flugplatz, der bei New Scone, 5,6 km nordöstlich von Perth, Schottland gelegen ist. Er wird genutzt von Privat- und Geschäftsflugzeugen sowie für das Piloten-Training. Es gibt keine kommerziellen Linienflüge vom Flugplatz.
Der Flugplatz hat eine CAA Ordinary Licence (Nummer P823), die Flüge für die Beförderung von Passagieren oder Flugunterricht erlaubt, die vom Lizenznehmer (Morris Leslie Limited) zugelassen sind.
Der Flugplatzbetreiber ist ACS Aviation Ltd., die den Flugplatz täglich von 09:00 bis 17:00 Uhr betreibt. Während der Geschäftszeiten bekommt man am Flugplatz Jet A1 Kerosin und Avgas 100LL Flugbenzin.

## Geschichte

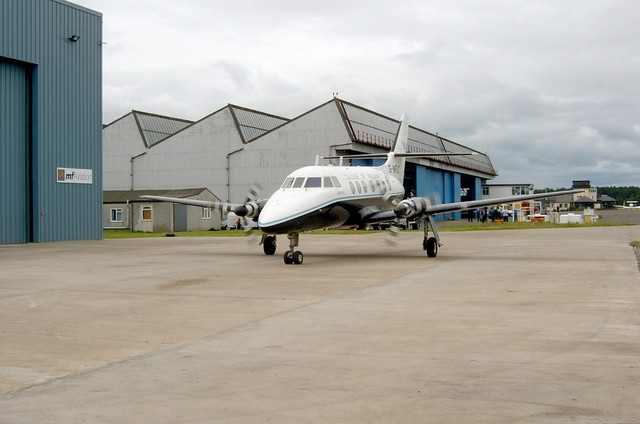
Eine Jetstream, G-NFLC, landet am Perth Airport. Im Hintergrund ist der ursprüngliche Hangar 1, der aus den 1930er Jahren stammt.

Der Flugplatz wurde 1936 als Scone Aerodrome eröffnet. Eine Flugschule, die Militärpiloten ausbildet, wurde von der Airwork Ltd. kurz nach der Eröffnung des Flugplatzes eröffnet. Vor dem Krieg wurden Linienflüge von Perth zu verschiedenen Standorten angeboten. Während des Krieges nutzten das 309 und 666 Geschwader der Royal Air Force den Flugplatz. Nach dem Krieg begann Airwork die zivile Pilotenausbildung.
In den 1960er Jahren erwarb Air Service Training (AST) eine aeronautische Ingenieurschule, die sie aus dem Süden von England zum Flugplatz verlegte. Das gesamt Unternehmen nahm den Namen AST an. AST gewann weltweites Ansehen für die Luftfahrt Ausbildung und wurde als Britain’s Air University bekannt. Studenten von mehr als 100 Ländern wurden in Perth geschult. Nach einem weltweiten Abschwung in der Luftfahrt, zog sich AST aus den Piloten-Training im Jahr 1996 zurück. Das Gelände wurde dann von der Morris Leslie Ltd. gekauft.
Perth Airport bleibt Schottlands Hauptflugplatz für die allgemeine Luftfahrt und ist die Basis des Scottish Aero Club, der 1927 gegründet wurde. Der Flugplatz ist die Heimat von Flugschulen, die privates und kommerzielles Flugtraining anbieten. Auch vor Ort ist ein Unternehmen zur Flugzeug-Wartung und zahlreiche andere Unternehmen, die keinen Bezug zur Luftfahrt haben.
AST, jetzt Teil des Perth College, ist weiterhin präsent am Flugplatz und bietet aeronautische Ingenieur-Kurse an. Im Jahr 2011 hat AST angekündigt wieder in die Piloten-Ausbildung einzusteigen.
Scotland’s Charity Air Ambulance (SCAA) wurde im Jahr 2012 gegründet und startete im Mai 2013 Krankentransporte mit einem Hubschrauber, um den Scottish Air Ambulance Service (SAAS) zu unterstützen, damit zeitkritische Notfälle in ganz Schottland befördert werden können. SCAA bietet einen voll ausgestatteten medizinischen Hubschrauber, der von seiner zentralen Basis am Perth Airport zu Vorfällen überall in Schottland eingesetzt werden kann.